# Sportgemeinschaft Sonnenhof Großaspach
Lo Sportgemeinschaft Sonnenhof Großaspach, meglio noto come Sonnenhof Großaspach, è una società calcistica tedesca con sede ad Aspach, nel Baden-Württemberg. Nella stagione 2022-23 milita in Oberliga, la quinta divisione del campionato tedesco.

## Storia
Il club nacque nel 1994 dalla fusione tra il SpVgg Großaspach e il FC Sonnenhof Kleinaspach. Il club sportivo conta 1.300 membri e, oltre alla divisione calcistica, ha divisioni per il bowling, la ginnastica e il ping-pong.
Il club ha raggiunto l'Oberliga Baden-Württemberg nel 2005. Nella stagione 2008-09 ha vinto l'Oberliga e è stato promosso in Regionalliga Süd.

## Palmarès

### Competizioni nazionali
- Fußball-Regionalliga: 1

2013-2014 (Regionalliga Sud-Ovest)

### Competizioni regionali
- Oberliga Baden-Württemberg (V): 1

2009
- Verbandsliga Württemberg (V): 1

2005
- Landesliga Württemberg (VI): 1

2002
- Württemberg Cup: 1

2009

## Statistiche e record

### Partecipazione ai campionati

#### Dal 2001
| Anno    | Divisione                       | Posizione |
| 2001-02 | Landesliga Württemberg (VI)     | ↑         |
| 2002-03 | Verbandsliga Württemberg (V)    | 8ª        |
| 2003-04 | Verbandsliga Württemberg        | 8ª        |
| 2004-05 | Verbandsliga Württemberg        | 1ª ↑      |
| 2005-06 | Oberliga Baden-Württemberg (IV) | 14ª       |
| 2006-07 | Oberliga Baden-Württemberg      | 13ª       |
| 2007-08 | Oberliga Baden-Württemberg      | 10ª       |
| 2008-09 | Oberliga Baden-Württemberg (V)  | 1ª ↑      |
| 2009-10 | Regionalliga Süd (IV)           |           |

## Organico

### Rosa 2020-2021
Aggiornata al 26 settembre 2020
| N. |                        | Ruolo | Calciatore        |
| -- | ---------------------- | ----- | ----------------- |
| 1  | Germania (bandiera)    | P     | Oliver Schnitzler |
| 2  | Germania (bandiera)    | D     | Sandro Sirigu     |
| 3  | Germania (bandiera)    | P     | Ken Gipson        |
| 5  | Germania (bandiera)    | D     | Julian Leist      |
| 6  | Germania (bandiera)    | D     | Vincent Sadler    |
| 7  | Albania (bandiera)     | A     | Marvin Çuni       |
| 8  | Germania (bandiera)    | C     | Georgios Pintidis |
| 9  | Germania (bandiera)    | A     | Dominik Widemann  |
| 10 | Eritrea (bandiera)     | C     | Joel Gerezgiher   |
| 11 | Germania (bandiera)    | A     | Jan Ferdinand     |
| 16 | Stati Uniti (bandiera) | C     | Mohamed Diakite   |
| 17 | Germania (bandiera)    | A     | Jonas Meiser      |

| N. |                     | Ruolo | Calciatore           |
| -- | ------------------- | ----- | -------------------- |
| 18 | Kosovo (bandiera)   | P     | David Nreca-Bisinger |
| 19 | Germania (bandiera) | C     | Jonas Brändle        |
| 20 | Turchia (bandiera)  | D     | Özgür Özdemir        |
| 21 | Germania (bandiera) | D     | Darius Held          |
| 22 | Germania (bandiera) | D     | Sebastian Schiek     |
| 23 | Germania (bandiera) | A     | Nils Anhölcher       |
| 25 | Germania (bandiera) | D     | Kai Gehring          |
| 27 | Germania (bandiera) | C     | Andrew Owusu         |
| 29 | Germania (bandiera) | A     | Flavio Santoro       |
| 30 | Romania (bandiera)  | C     | Andreas Ivan         |
| 31 | Austria (bandiera)  | P     | Mario Schragl        |
| 34 | Germania (bandiera) | C     | Nicolas Jüllich      |